# ديب شاريثا
ديب شاريثا هو مغني نيبالي، ولد في 1950 في Dharan ‏ في نيبال.

## وصلات خارجية
- ديب شاريثا على موقع IMDb (الإنجليزية)